# Andrena stabiana
Andrena stabiana là một loài Hymenoptera trong họ Andrenidae. Loài này được Morice mô tả khoa học năm 1899.